# ¡Uno!
¡Uno! (стилизованно ¡UNO!) — девятый студийный альбом американской панк-рок-группы Green Day, вышедший в 2012 году. Он является первым диском коллектива из трилогии ¡Uno! ¡Dos! ¡Tre!, которая выпускалась группой с сентября по декабрь 2012 года.

## Об альбоме
Green Day приступили к записи материала для нового альбома в День Святого Валентина (14 февраля 2012). Альбом был выпущен 24 сентября 2012 года в Соединённом Королевстве и на следующий день в Соединённых Штатах Америки на лейбле Reprise Records.
Обложка и трек-лист нового альбома были обнаружены в видео, выложенном на YouTube. Список композиций включает в себя 12 песен. Он был объявлен 26 июня 2012 года на официальном сайте группы.

## Запись и выпуск
Билли Джо Армстронг, вокалист и гитарист коллектива, со своего служебного аккаунта в Twitter объявил, что группа находится в студии, записывает материал для нового альбома, 14 февраля 2012 года. 11 апреля 2012 года группа заявила, что они будут выпускать трилогию альбомов, под названием ¡Uno! ¡Dos! ¡Tre!. В своем заявлении он сказал: «Мы находимся на самом плодовитом и творческом периоде в нашей жизни… Это самая лучшая музыка, которую мы когда-либо писали, и песни просто продолжают подавать надежды. Вместо того, чтобы делать один альбом, мы делаем три альбома. Каждая песня имеет силу и энергию, которая представляет Green Day на всех эмоциональных уровнях».
Группа репетировала каждый день и записывала песни. Они записали много композиций и первоначально хотели сделать двойной альбом. Тогда Билли Джо предложил сделать трилогию альбомов, как Van Halen: Van Halen I, Van Halen II и Van Halen III. Он заявил в интервью: «Вместо Van Halen I, II и III — Green Day I, II и III, и наши лица на каждой обложке».
11 апреля, группа объявила, что они будут выпускать трилогию под названием ¡Uno!, ¡Dos! и ¡Tre!, и также добавили, что они будут выпущены 25 сентября 2012 года, 13 ноября 2012 года, и 15 января 2013 соответственно через Reprise Records. ¡Uno!, первый альбом из трилогии выйдет 24 и 25 сентября 2012 года, в Великобритании и в США соответственно. Альбом производился очень долго[что?] группой и сотрудником Робом Кавалло, продюсером Dookie, Insomniac, Nimrod. и American Idiot.
Первый сингл с альбома под названием «Oh Love» вышел 16 июля 2012 года. Второй сингл «Kill the DJ» был выпущен 14 августа 2012 года. 16 августа вышел клип на первый сингл из альбома ¡Uno!, «Oh Love». 6 сентября был выпущен третий сингл с альбома ¡Uno! под названием «Let Yourself Go»

## Темы и композиции
В интервью Rolling Stone Армстронг заявил, что тема их нового альбома будет отличаться от 21st Century Breakdown и American Idiot, и не будет рок-оперой. Он также добавил, что музыка в альбоме будет «более пауэр-поп — где-то между AC/DC и The Beatles». Он также заявил, что несколько песен в альбоме будут также в стиле гаражного рока и танцевальной музыки.
По словам вокалиста и гитариста Green Day, песня «Kill The DJ» с этого альбома была бы близка к «прямой танцевальной музыке», которую группа никогда не делала.
Композиция «Sweet 16» посвящена жене Билли Джо Эдриенн.

## Обложки

Превью обложек альбомов ¡Uno!, ¡Dos!, ¡Tré!

Участники Green Day заявили в интервью, что на обложках альбомов трилогии ¡Uno! ¡Dos! ¡Tre! будут изображены лица участников группы.
Группа загрузила трейлеры обложек на своем официальном канале YouTube, где показывается группа в студии, записывающая альбом. На обложке ¡Uno! изображен портрет Билли Джо Армстронга на полосатом неоновом зелёном фоне. Глаза на портрете перечеркнуты розовыми крестиками. Слово «Green Day» располагается в верхней части обложки, в то время как слово «¡Uno!» написано в стиле граффити в левом нижнем углу обложки. Аналогично с лицами Майкла Дёрнта и Тре Кула на обложках «¡Dos!» и «¡Tre!» соответственно.

## Список композиций
Все тексты написаны Билли Джо Армстронгом, вся музыка написана Green Day.
| №   | Название          | Длительность |
| --- | ----------------- | ------------ |
| 1.  | «Nuclear Family»  | 3:03         |
| 2.  | «Stay the Night»  | 4:36         |
| 3.  | «Carpe Diem»      | 3:25         |
| 4.  | «Let Yourself Go» | 2:57         |
| 5.  | «Kill the DJ»     | 3:43         |
| 6.  | «Fell for You»    | 3:08         |
| 7.  | «Loss of Control» | 3:07         |
| 8.  | «Troublemaker»    | 2:45         |
| 9.  | «Angel Blue»      | 2:46         |
| 10. | «Sweet 16»        | 3:03         |
| 11. | «Rusty James»     | 4:09         |
| 12. | «Oh Love»         | 5:02         |

| №   | Название                        | Длительность |
| --- | ------------------------------- | ------------ |
| 13. | «Stay the Night» (music video)  |              |
| 14. | «Let Yourself Go» (music video) |              |
| 15. | «Kill the DJ» (music video)     |              |
| 16. | «Oh Love» (music video)         |              |

## Участники записи
Green Day
- Билли Джо Армстронг (Billie Joe Armstrong) — вокал, гитара
- Майк Дёрнт (Mike Dirnt) — бас-гитара, вокал
- Тре Кул (Tré Cool) — ударные, вокал
- Джейсон Уайт (Jason White) — гитара[1]

Дополнительные участники
- Том Китт[англ.] — струнные аранжировки[2]

Продюсеры
- Роб Кавалло (Rob Cavallo), Green Day — продюсер